# Rebucja

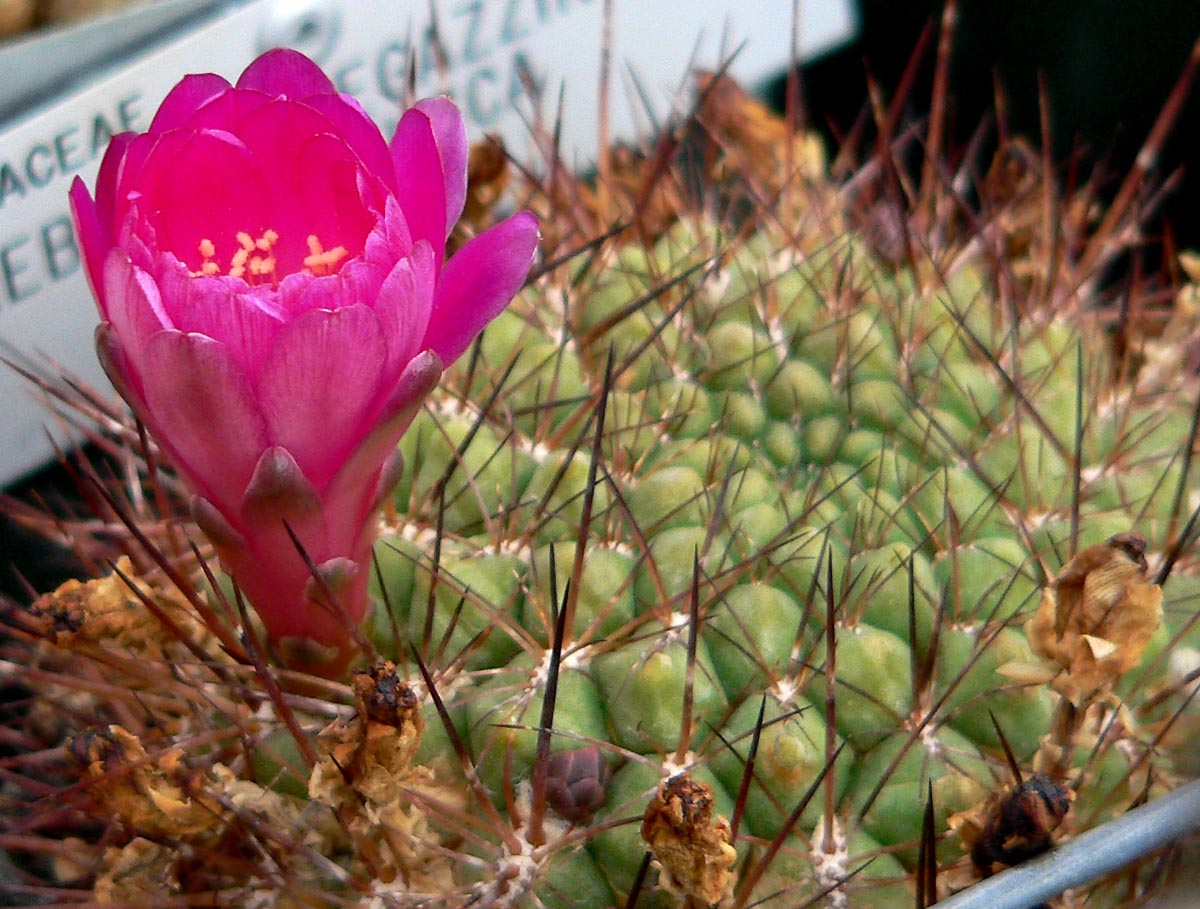
Rebutia steinbachii

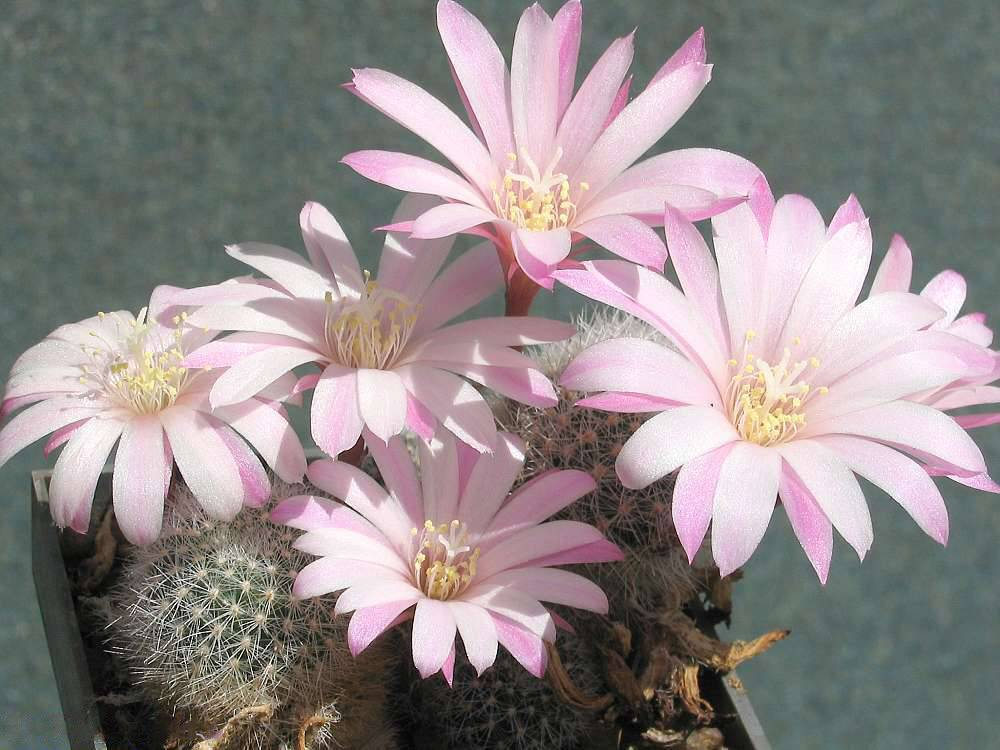
Rebutia narvaecensis

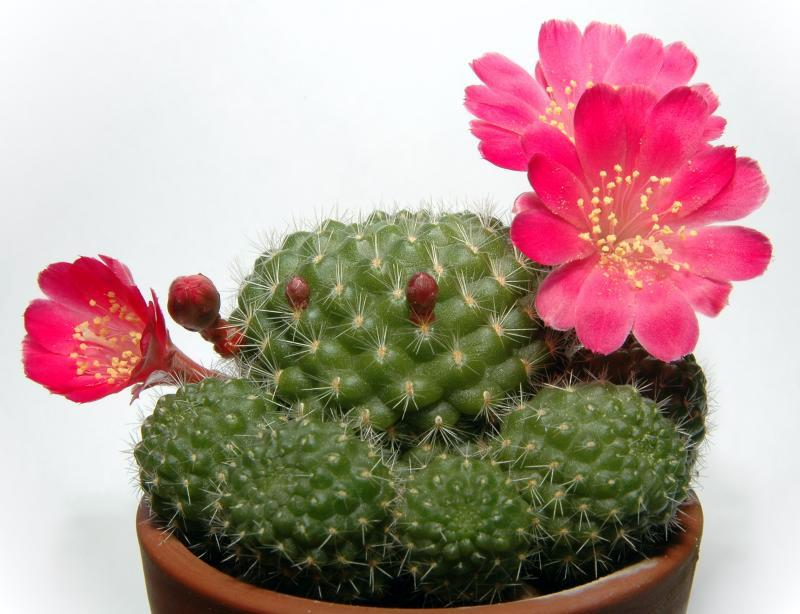
Rebutia minuscula

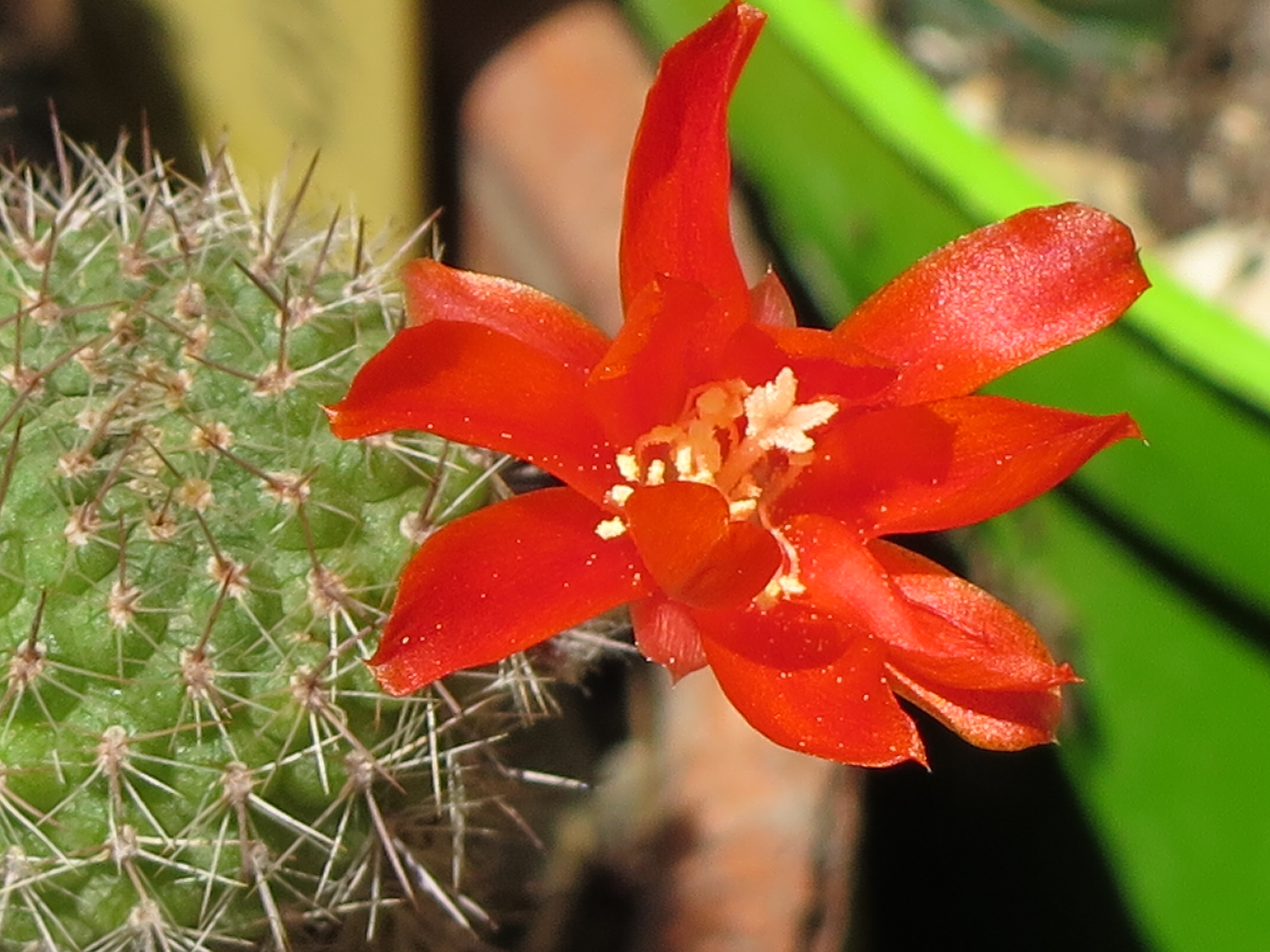
Rebutia heliosa var. cajasensis

Rebucja (Rebutia K.Schum.) – rodzaj roślin z rodziny kaktusowatych. Przedstawiciele występują w Boliwii, Peru i Argentynie. Nazwę rodzajowi nadał w 1895 Karl Moritz Schumann. Pochodzi ona od nazwiska Pierre'a Rebuta, francuskiego winiarza i hodowcy kaktusów z Lyonu. Gatunkiem typowym jest R. minuscula K. Schumann.

## Morfologia
Większość gatunków to małe, barwne i kuliste lub cylindryczne kaktusy. Zakwitają na wiosnę – najszybciej ze wszystkich kaktusów. Wytwarzają duże kwiaty w porównaniu do wielkości całej rośliny.

## Systematyka
Synonimy
Aylostera Speg., 
Bridgesia Backeb., 
Cylindrorebutia Fric & Kreuz., 
Digitorebutia Fric & Kreuz., 
Echinorebutia Fric, nom. inval., 
Eurebutia Fric, nom. inval., 
Gymnantha Y. Itô, 
Mediolobivia Backeb., 
Mediorebutia Fric, nom. inval., 
Neogymnantha Y. Itô, 
Reicheocactus Backeb., 
Setirebutia Fric & Kreuz., nom. inval., 
Spegazzinia Backeb., 
Sulcorebutia Backeb., 
Weingartia Werderm., 
Pozycja systematyczna według APweb (aktualizowany system APG III z 2009)
Należy do rodziny kaktusowatych (Cactaceae) Juss., która jest jednym z kladów w obrębie rzędu goździkowców (Caryophyllales) i klasy roślin okrytonasiennych. W obrębie kaktusowatych należy do plemienia Trichocereeae, podrodziny Cacteoideae.
Rodzaj ma bardzo złożoną historię taksonomiczną i w przeszłości był różnie ujmowany według różnych autorów:
| K. Schumann                                 |                                                            | Britton & Rose | Spegazzini                   | A. V. Frič                                                                               |
| 1895                                        | 1896 - 1921                                                | 1922           | 1923                         | 1932 - 1938                                                                              |
| ------------------------------------------- | ---------------------------------------------------------- | -------------- | ---------------------------- | ---------------------------------------------------------------------------------------- |
| Rebutia genus novum                         | Echinocactus Echinopsis                                    | Rebutia renov. | Rebutia                      | Rebutia                                                                                  |
| Rebutia                                     |                                                            | Rebutia        | Aylostera genera nova        | Digitorebutia, Cylindrorebutia, Echinorebutia, Setirebutia, Hymenorebutia, Scopaerebutia |
| C. Backeberg                                | Donald                                                     | ICSG Anderson  | Rowley                       | Mosti & Papini                                                                           |
| 1966                                        | 1975                                                       | 2001           | 2009                         | 2011                                                                                     |
| Rebutia K. Schum.                           | Rebutia sectio Rebutia                                     | Rebutia        | Rebutia subg. Rebutia        | Rebutia                                                                                  |
| Aylostera Speg.                             | Rebutia sectio Aylostera                                   | Rebutia        | Aylostera subg. Aylostera    | Aylostera subg. Aylostera                                                                |
| Mediolobivia Backeb.                        | Rebutia sectio Setirebutia, Digitorebutia, Cylindrorebutia | Rebutia        | Aylostera subg. Mediolobivia | Aylostera subg. Mediolobivia                                                             |
| Weingartia Werderm. syn.Spegazzinia Backeb. | Weingartia                                                 | Rebutia        | Rebutia subg. Weingartia     | Weingartia                                                                               |
| Sulcorebutia Backeb.                        | Sulcorebutia                                               | Rebutia        | Rebutia subg. Sulcorebutia   | Weingartia incl. Cintia                                                                  |

Pozycja w systemie Reveala (1993-1999)
Gromada okrytonasienne (Magnoliophyta Cronquist), podgromada Magnoliophytina Frohne & U. Jensen ex Reveal, klasa Rosopsida Batsch, podklasa goździkowe (Caryophyllidae Takht.), nadrząd Caryophyllanae Takht., rząd goździkowce (Caryophyllales Perleb), podrząd Cactineae Bessey in C.K. Adams, rodzina kaktusowate (Cactaceae Juss.), rodzaj rebucja (Rebutia K.Schum.)
Lista gatunków
| - Rebutia albopectinata Rausch - Rebutia atrovirens (Backeb.) Sida - Rebutia borealis Diers & Krahn - Rebutia brunescens Rausch - Rebutia cintia Hjertson - Rebutia costata Werderm. - Rebutia deminuta (F.A.C. Weber) Britton & Rose - Rebutia fidaiana (Backeb.) D.R. Hunt - Rebutia fiebrigii (Gürke) Britton & Rose - Rebutia flavistyla F. Ritter - Rebutia fulviseta F. Ritter | - Rebutia heliosa Rausch - Rebutia huasiensis Rausch - Rebutia margarethae Rausch - Rebutia marsoneri Werderm. – rebucja Marsonera - Rebutia minuscula K.Schum. – rebucja drobna - Rebutia muscula F. Ritter & K.R. Thiele - Rebutia perplexa Donald - Rebutia pulvinosa F. Ritter & Buining - Rebutia ritteri (Wessner) Buining & Donald - Rebutia simoniana Rausch - Rebutia steinmannii (Solms) Britton & Rose |

## Zastosowanie
Niektóre gatunki uprawiane są jako rośliny ozdobne, głównie jako rośliny doniczkowe.